# AB4
Pour les articles homonymes, voir AB4 (homonymie).
AB4 était une chaîne de télévision généraliste commerciale privée de la Communauté française de Belgique. 
Elle change de nom et de statut le 13 septembre 2017 à 20 h 30 pour devenir ABXplore.

## Histoire de la chaîne
Claude Berda, patron du groupe français AB Groupe, lance AB4 en octobre 2002 sans obtenir de la Communauté française de Belgique une quelconque autorisation de diffusion de sa nouvelle chaîne sur son territoire. Il a en fait obtenu, le 24 septembre 2002, l'autorisation du Conseil supérieur de l'audiovisuel français de réveiller une licence d'exploitation dormante depuis le 26 mars 1996, à laquelle a été ajouté un avenant le 24 mars 1998, au sujet du service AB30 et a baptisé le programme AB4. Sur la base de la directive européenne Télévision Sans Frontières, une chaîne ayant obtenu une licence d'exploitation dans un État européen peut être diffusée sans entrave dans tous les autres États membres, à condition que le contenu diffusé soit le même que dans le pays d'origine. 
Le signal de la nouvelle AB4 part donc de France vers le satellite Eutelsat qui l'envoie vers le siège de l'association des télé-distributeurs belges francophones qui injecte alors cette deuxième AB sur les réseaux ayant passé contrat avec le nouvel opérateur. Ceux qui proposaient Escales lui ont substitué AB4, les autres lui ont alloué un canal.
AB4 est conventionnée par le Conseil supérieur de l'audiovisuel de la Communauté française de Belgique depuis le 23 septembre 2003.
Depuis le début de l'année 2007, la diffusion des programmes d'AB3 et d'AB4 se fait à partir du siège d'AB Groupe à La Plaine Saint-Denis dans la banlieue parisienne, afin de créer une plus grande synergie entre les chaînes du groupe et réduire les coûts de personnel en Belgique face à une audience toujours moyenne. La diffusion se fait entre les deux pays via de nouvelles technologies numériques. Cette décision ne serait pas étrangère à l'entrée du groupe TF1 dans le capital d'AB Groupe.
Depuis mai 2009, le Groupe TF1 est passé de 33,5 % à 49 % de participations dans la Holding WB qui dirige les chaines AB3, AB4 et Vidéoclick.
Philippe Zrihen, directeur des programmes déclare en 2010 à tuner.be : « C’est à l’étude. Il fallait passer par une hiérarchie des priorités, et tout naturellement AB3 s’est imposée dans la refonte. AB4 n’a pas subi de changement quant à sa ligne éditoriale. C’est quelque chose à laquelle nous réfléchissons aussi. ».
Depuis le 22 mars 2010, AB4 partage son antenne avec « AB shopping » consacrée au télé-achat. Par la suite, à partir du 8 octobre 2011, cette dernière prend une place plus importante dans la grille d'AB4 en étant diffusé de 20 h à 16 h : AB4 ne diffuse alors que 4 heures de programmes.
Le 28 avril 2011 à 13 h, AB4 passe en format 16/9. Le 11 août 2015, la chaîne cesse ses émissions sur le satellite (Hotbird 13).
Le 13 septembre 2017, le groupe AB décide de renommer la chaîne AB4 en devenant ABXplore, et reformate celle-ci en une chaîne consacrée aux documentaires dit de divertissement.

### Identité visuelle (logo)
En 2004, AB4 change d'habillage antenne pour en proposer un nouveau plus dynamique. Le logo change également et est désormais en relief. 
De septembre à novembre 2006, lors du lancement de la chaîne La4, AB4 reprenait temporairement son habillage antenne.
Malgré le changement d'habillage et de logo de sa consœur AB3 en septembre 2009, AB4 conserve à la fois son logo et son habillage d'antenne.
Le 13 septembre 2017 à 20 h 30, AB4 change définitivement de nom et d'habillage d'antenne pour devenir ABXplore.

Logo d'AB4 de 2002 à 2004.
Logo d'AB4 de 2004 au 13 septembre 2017.
Logo d'ABXplore depuis le 13 septembre 2017.

### Slogans
- 28 octobre 2002-2004 : « La chaîne 100 % culte et 100 % action !»
- 2004 au 13 septembre 2017 : « AB4 c'est 100 % Culte et Action ! »

## Organisation

### Dirigeants
Président :
- Rolland Berda

Administrateur délégué :
André Kemeny (2003 - 2007)
Directeur des programmes :
- Philippe Zrihen

### Capital
AB4 est éditée par BTV SA, société  détenue à 100 % par AB Groupe.

## Programmes
À ses débuts, AB4 ciblait un public adulte en se positionnant comme une fenêtre ouverte sur le patrimoine francophone télévisuel en consacrant 90 % de ses programmes à des fictions comme Les Cœurs brûlés, des documentaires, des films historiques ou des pièces de théâtre d’Au théâtre ce soir. 
De 2002 à 2006, la chaîne émettait tous les jours de 7 h 00 à 3 h 00 et interrompait ses programmes de 3 h 00 à 7 h 00 en diffusant le logo de la chaîne en guise de mire.
En 2006, la chaîne était envahie de "call-TV" avec la diffusion régulière en journée du jeu d'appel surtaxé L'Appel gagnant.
En septembre 2007, AB4 se vaut « La chaîne 100 % culte et 100 % action ! » et devient plus généraliste en proposant une programmation plus variée et diffuse ses programmes 24 h/24 en diffusant toutes les nuits des séries érotiques et Cas de divorce de 5 h à 7 h du matin.
À la rentrée 2008, la chaîne garde presque la même programmation que l'année précédente mais avec un nouveau slogan: AB4, c'est 100 % culte et action !
Depuis le 19 janvier 2009, deux nouveaux rendez-vous cinéma viennent ponctuer la grille d'AB4 :
- Ciné Action: Tous les dimanches à 20 h 35 et mardis à 20 h 10, AB4 diffuse un film d'action
- Ciné Famille: Tous les vendredis à 20 h 10, la chaîne diffuse un film pour toute la famille ou un dessin animé pour les enfants.

Le film ou le dessin animé du vendredi est rediffusé tous les dimanches en fin d'après midi.
La chaîne est, selon la direction, en hausse également avec notamment 11 % de PDM supplémentaire sur la cible des 18-54 ans. AB4 est la chaîne complémentaire d’AB3 avec la diffusion des grands classiques. Le téléspectateur retrouvera Columbo, PJ, Docteur Sylvestre, Arnold et Willy, Benny Hill, Un flic dans la mafia, Riptide… et des films comme Duel ou encore Out of Africa. (Source: Tuner.be)
La chaîne diffuse :
- Des séries policières (STF, PJ, Docteur Sylvestre, Columbo, Murder Call Fréquence Crime, Bad Girls…)
- Des séries culte (Les Brigades du Tigre, Sauvés par le gong, Benny Hill, Arnold et Willy, Le Juge et le Pilote Riptide,

Un flic dans la mafia …)
- Des films culte, des films d'actions et des films policiers, ainsi que des films de comédies familiales et parfois des films d'horreur.
- Depuis mai 2009, AB4 diffuse également un dessin animé le vendredi soir.

AB4 diffuse ou a diffusé également des émissions telles que :
- Cadeaux show (émission de call-tv diffusée entre 2004 et 2005)
- La nuit est à vous! (émission d'antenne libre qui était diffusée à minuit de janvier à juin 2005)
- L'Appel Gagnant (call-tv diffusée de 2005 à fin 2010)
- Explosif (magazine d'images extrêmes et spectaculaires)
- Les enquêtes impossibles de Pierre Bellemare (magazine de reportages incroyables) arrêté depuis juillet 2008
- Itinérances sauvages (documentaire)
- Ushuaïa Nature (documentaire présenté par Nicolas Hulot) diffusée sur AB3 depuis septembre 2008

La chaîne diffuse également des sitcoms du catalogue AB (Cas de divorce, Un homme à domicile, Pas de pitié pour les croissants…).
Depuis le 22 mars 2010, AB4 diffuse ses programmes de 13 h à 23 h et AB shopping prend le relais de 23 h à 13 h.
En septembre 2010, la chaîne propose en semaine d'autre séries du catalogue AB avec notamment : Le Miel et les Abeilles, La Croisière foll'amour, Salut Les Musclés, BeastMaster, le dernier des survivants et La Famille Serrano.
Étant donné que la chaîne n'émet que 4h par jour, la grille des programmes est dorénavant limitée qu'à la rediffusion de quelques sitcoms et magazines du Groupe AB.

### Polémique sur les émissions de call-tv
(juillet 2018).
L'appel gagnant est tourné dans les studios de la société 3 Circles Media implantés à Amsterdam.
AB4 continue à diffuser ces jeux depuis fin novembre 2006.
En Belgique, le téléspectateur n'a pas la possibilité de se faire rembourser le coût de l'appel qui est de 1 euro depuis une ligne fixe et de 2 euros maximum depuis un mobile.
Parfois, les solutions aux jeux sont données à l'antenne par les animateurs.
Depuis le 1er janvier 2007, l'arrêté royal du 10 octobre 2006 cadre les jeux de call-tv. Cet arrêté impose aux chaînes l'obligation de placer le règlement du jeu sur la page télétexte ainsi que le site Internet de la chaîne et de mettre à disposition gratuitement à qui le souhaite la version papier du règlement. Ce règlement doit mentionner la possibilité d'une plainte à la Commission des jeux de hasard et mentionner les coordonnées de la commission ou cette plainte peut être introduite.
Pendant la diffusion du jeu, les informations suivantes doivent être affichées en continu, de manière lisible et explicite :
1. Le tarif le plus élevé possible par participation ;
2. Le fait que la participation au jeu n'est possible que par téléphone et par SMS unique sous la forme « d'envoi-réponse » ;
3. Le renvoi au règlement du jeu sur la page télétexte et sur le site Internet, avec mention d’un numéro de téléphone gratuit mis en service pour obtenir gratuitement le règlement du jeu et où une plainte peut être déposée ;
4. Tous les prix et la manière dont ils peuvent être remportés ; gain maximum de 5 000 € ;
5. L'interdiction pour les mineurs de participer ;
6. Le nombre total de joueurs qui participent à chaque moment de la durée du jeu.

Il doit avertir les téléspectateurs que jouer de manière excessive comporte un risque de dépendance et doit également attirer l’attention sur le fait que l’on ne doit pas jouer au-delà de ses moyens financiers et il doit s’abstenir d’encourager les téléspectateurs à jouer de manière excessive.
De surcroît, la chaîne souhaitant diffuser un jeu de call-tv doit déposer un dossier auprès de la Commission des jeux de hasard qui étudiera le dossier et donnera son autorisation ou pas à la diffusion.
La chaîne AB4 avait commencé à diffuser une émission de call-tv légèrement érotique La nuit est à vous après minuit sans avoir l'approbation de la Commission des Jeux de hasard. Cette émission aura duré l'espace de quelques nuits et a cessé à la suite de réclamations de téléspectateurs auprès de la Commission des Jeux de hasard.
Nuit du 10 octobre 2007 : Deux réponses à trouver étaient mal orthographiées dans une grille de lettres : "COTTON TIGE" et "MIRROIR". La Commission des Jeux de Hasard n'a pas manqué de le signaler à AB4 qui a interrogé 3 Circle Media (productrice du jeu) qui assure avoir licencié le "responsable" sur le champ.
13 octobre 2007 : Arrêt de toutes les émissions de call-tv sur les chaînes du groupe AB France.
Nuit du 13 octobre 2007 : fin de l'émission La nuit est à vous sur RTL9 et NT1.
L'arrêt n'a pas été commenté par un communiqué de presse de la part du service de presse du groupe AB, mais l'on peut supposer que cet arrêt est dû à la lettre envoyée au directeur de la CLT-Ufa par le CNP qui a employé le terme d'arnaque pour qualifier le format de La nuit est à vous.
Nuit du 21 février 2007 : Retour de Lise à la présentation de l'Appel Gagnant" sur AB4.
Nuit du 21 février 2007 :  La société BTV (AB3/AB4) a été condamnée par le Conseil Supérieur de l'Audiovisuel Belge pour la diffusion d'un programme de call-tv sur la chaîne AB4 sans respecter les dispositions relatives au télé-achat.
Ce communiqué doit être affiché et lu, pendant 30 secondes, immédiatement avant la diffusion d'un programme débutant à 20 h et 21 h à trois reprises.
La call-tv est limitée à 3 heures par jour.
La call-tv est aussi maintenant considérée comme du télé-achat sur à la décision de la CJCE.
30 septembre 2009 : Le CSA a condamné BTV à une amende de 100 000 €, parce qu'il a constaté que l'éditeur a diffusé sur AB4 des programmes de call tv (« Télé-achat », « Profils » et « L'appel gagnant »), dont la durée cumulée de diffusion, notamment le 31 mai 2009, s'élevait à 9 h.
mars 2010
En date du 12 mars 2010, le CRIOC Centre de recherche et d'information des organisations de consommateurs) publie un rapport intitulé "Appel gagnant ? ou perdant !". 
Dans ce rapport de 25 pages, le CRIOC dénonce l’escroquerie que constitue l’émission de Call-TV « L’appel gagnant » sur AB4.
Le constat est assez sévère, estimant que le jeu est une escroquerie où de « fausses informations sont données aux téléspectateurs », où il y a des « allégations mensongères sur les chances de gagner » ou encore des « indications induisant le téléspectateur en erreur ». 
Le CRIOC a déposé plainte auprès du CSA (Conseil Supérieur de l’Audiovisuel), de la Commission des Jeux de Hasard, et du Ministre Paul Magnette, responsable de la protection du consommateur. 
L’organisme accuse les bénéfices énormes engrangés par ce genre d’émission sur le compte de la crédulité de certains téléspectateurs. La presse a largement relayé cette information dans ces éditions du 14 mars. 
De plus, sur la base de ce rapport, le secrétaire d’État à la Coordination de la lutte contre la fraude, Carl Devlies (CD&V), a annoncé des règles plus sévères, “La réglementation en vigueur date d’un an à peine, mais un certain nombre de problèmes subsistent”, commente-t-il. Il relève aussi le grand nombre de plaintes (143 sur les quatre derniers mois de 2009), dont la plupart portent sur le flou des énoncés et des solutions.

## Diffusion
AB4 est disponible partout sur le câble en Belgique francophone, ainsi que sur le bouquet satellite Bis Télévisions.
La chaîne a été diffusée en analogique hertzien sur le canal 60 UHF PAL de l'émetteur de Tournai pendant deux ans, du 6 décembre 2003 jusqu'au 31 décembre 2005 à minuit, à la suite du non-renouvellement du contrat de location entre AB et la RTBF. La RTBF a repris l'ancienne fréquence d'AB4 pour y diffuser RTBF Sat (La Trois) en analogique depuis mai 2006 dans le cadre des expérimentations de la télévision numérique terrestre belge.
Depuis le 1er mars 2011, AB4 n'est plus disponible sur le réseau de VOO en analogique, excepté dans la zone de Brutélé.
Depuis le 1er juillet 2015, AB4 n'est plus disponible dans l'offre satellite belge Télésat.